# ديفيد بانل
ديفيد بانل (بالإنجليزية: David Bunnell)‏ هو محرر وصحفي ومدرس أمريكي، ولد في 25 يوليو 1947، وتوفي في 18 أكتوبر 2016 في بيركيلي في الولايات المتحدة.